# 下卡姆斯克水庫
下卡姆斯克水庫是俄羅斯的水庫，位於韃靼斯坦共和國、烏德穆爾特共和國、巴什科爾托斯坦共和國和彼爾姆邊疆區內，在1978至1981年建成，水位隨上游的卡馬水庫和沃特金斯克水庫而改變，面積1,084平方公里，水體體積28億立方米，用作食水供應、灌溉和漁業。